# Carmen Julia Álvarez
Carmen Julia Álvarez (Caracas; 4 de noviembre de 1952) es una primera actriz venezolana.

## Biografía
Carmen Julia Álvarez comenzó en la televisión cuando tenía apenas tres años de edad. El carisma, espontaneidad y gracia que mostraba frente a las cámaras la convirtieron rápidamente en una de las niñas consentidas de la televisión venezolana. Carmen a su vez es hija de Adelaida Torrente, actriz fundadora de RCTV.
Su vertiginosa carrera como actriz arrancó a raíz del desempeño actoral que demostró en un unitario producido por RCTV, el cual le abrió las puertas a proyectos dramáticos y programas infantiles realizados en el canal. 
Su participación en todas estas producciones la hizo merecedora del premio "Guaicaipuro de Oro", el cual recibió a los ocho años de edad.
A los 14 años, Carmen Julia empezó a figurar en las telenovelas con papeles de mayor envergadura. La telenovela La Tirana marcó el inicio de los múltiples personajes que realizó a lo largo de sus años de adolescencia. Su actuación en este dramático la convirtió en la Actriz Revelación del Año. Paralelamente a esta producción, Carmen Julia participó en una comedia semanal llamada La criada malcriada.
Dos años más tarde (16 años de edad), Carmen Julia debutó como protagonista en la telenovela Mariana Montiel.
Posteriormente continuó demostrando su indiscutible talento en innumerables producciones que, hoy en día y con más de 60 años en el medio, conforman su valiosa hoja de vida.
Actualmente sigue en la actuación y dictando talleres de este mismo. Sus más recientes telenovelas son Amor Secreto. y Para verte mejor.

### Vida privada
Estuvo casada con los actores Eduardo Serrano (1969-1975) y Daniel Alvarado (1978-1994). Tiene dos hijos con Daniel Alvarado, Daniela y su hijo Carlos Daniel.

## Filmografía

### Televisión

#### Telenovelas
- La tirana (RCTV, 1965-1966)
- Amargo silencio (Canal Once Televisión, 1967)
- El siervo de Dios (RCTV, 1968)
- El mulato (RCTV, 1968)
- Mariana Montiel (RCTV, 1969) - Mariana Montiel
- Simplemente María (Cadena Venezolana de Televisión, 1970-1971) - María Ramos
- Estación Central (Cadena Venezolana de Televisión, 1971-1972) - Cristina Vélez
- Cuando se quiere ser feliz (Cadena Venezolana de Televisión, 1971-1972) - Carmita
- Volver a vivir (Cadena Venezolana de Televisión, 1972-1973)
- Aquella mujer (Cadena Venezolana de Televisión, 1973)
- Tuya para siempre (Venezolana de Televisión, 1974)
- Ojo por ojo (Venezolana de Televisión, 1974) - Rosalinda
- Crucificada (Venezolana de Televisión, 1974)
- Un demonio con ángel (Venezolana de Televisión, 1974-1975)
- La cruz de la montaña (Venezolana de Televisión, 1975) - Maigualida
- Canaima (RCTV, 1976) - Maigualida
- Gabriela (telenovela de 1977) (RCTV y Caracol Televisión, 1977) - Gabriela
- Mariela, Mariela (RCTV, 1978)
- Sonia (RCTV, 1978)
- Sangre Azul (RCTV, 1979) - María Teresa
- Estefanía (RCTV, 1979-1980) - Amanda Carvajal
- Claudia (RCTV, 1980)
- Elizabeth (RCTV, 1981) - Graciela
- Campeon sin corona (RCTV, 1982)
- De su misma sangre (RCTV, 1982) - Elisa Gálvez del Valle
- Días de infamia (RCTV, 1983) - Constanza Reyes de Arciniegas
- La intrusa (RCTV, 1986-1987) - Ana Julia Rossi
- Roberta (RCTV, 1987) - Rachel de Báez
- La millonaria (Televen, 1988) - Raiza Corrales / Sagrario Duvalier
- La revancha (Venevisión, 1989-1990) - Elisenda De Maldonado
- La mujer prohibida (Venevisión, 1991-1992) - Estrella Di Salvatori
- Divina Obsesión (Venevisión y Marte Televisión, 1992-1993)
- El Paseo de la Gracia de Dios (Venevisión y Marte Televisión, 1993-1994) - Evarista
- Pedacito de cielo (Venevisión y Marte Televisión, 1994)
- Ilusion de Amor (Id Red Canal Television, 1994-1996) - Ines Rodriga Trres de Palacios
- Ilusiones (RCTV, 1995-1996) - Altagracia Palacios
- Destino de mujer (Venevisión, 1997-1998) - Caridad
- Toda Mujer (Venevisión, 2000) - Mónica Torres
- Angélica Pecado (RCTV, 2000-2001) - Olga Rodríguez
- La Invasora (RCTV, 2003-2004) - Rosario Díaz
- El amor las vuelve locas (Venevisión, 2005) - Amparo
- Mi Mujer Querida (Id Red Canal Television, 2007) - Doña Altagracia Rodriguez Fernandez de Valderrama
- Tomasa Tequiero (Venevisión, 2009-2010) - Pascualina
- Amor secreto (Venevisión, 2015-2016) - Trinidad Vielma viuda de Gutiérrez
- Para verte mejor (Venevisión, 2017) - Alicia Leal de Blanco

#### Series y Miniseries
- La criada malcriada (RCTV, 1966)
- Las tres chicas locas (CVTV, 1972)
- El nuevo dorado (VTV, 1975)
- Borburata  (VTV, 1975)
- A millón, muchachos (RCTV, 1976)
- El día que se terminó el petróleo (RCTV, 1980)
- Campeón sin corona (RCTV, 1982)
- Mami (RCTV, 1984-1985)
- Así es la vida (Venevisión y Laura Visconti Producciones, 1998)
- La calle de los sueños (Venevisión y Laura Visconti Producciones, 1999-2000)

#### Teleteatros y Unitarios
- El cristo de las violetas (VTV, 1974)
- Sola en la oscuridad (VTV, 1974)
- El hacha (RCTV, 1977) - Emma
- Pobrecito el dragón (RCTV, 1981)
- La noche del sapo (RCTV, 1982)
- La tragedia de Raiza (RCTV, 1982) - Dra. Raiza Ríos
- La Virgen de Coromoto (RCTV, 1982) - Nuestra Señora de Coromoto
- Porcelanas (RCTV, 1984) - Olga

#### Otros programas
- Jugando en la cocina (TVN 5, 1961-1964) - Conductora
- Gane con Venevisión (Venevisión, 1989-1990) - Conductora
- En la intimidad (Venevisión, 2006-2007) - Conductora
- Estrellas de la cocina (Televen, 2025) - Participante

### Cine
- Pequeño Milagro (1964)
- Acosada (1964)
- El Siervo de Dios (Camino de la Verdad) (1968)
- Domingo de Resurrección (1982) - Alicia de Camacho
- El Secreto (1988) - Esposa de Gaspar
- El compromiso (1988) - Elena Núñez
- Una abuela virgen (2007) - Inés, la conserje
- 13 segundos (2007) - Teresa, mamá de Luisa
- Muerte en alto contraste (2010)
- Taita Boves (2010)

## Teatro
- Espera en la oscuridad (1975)
- Cosas de 2 entre 3 (2011)
- Mujeres Infieles (2013)[6]
- Todo o nada (2014)[7]
- Primero muerta que bañada en sangre (2015)
- Simplemente Carmen Julia (2017, 2018)[8]